# Hemera

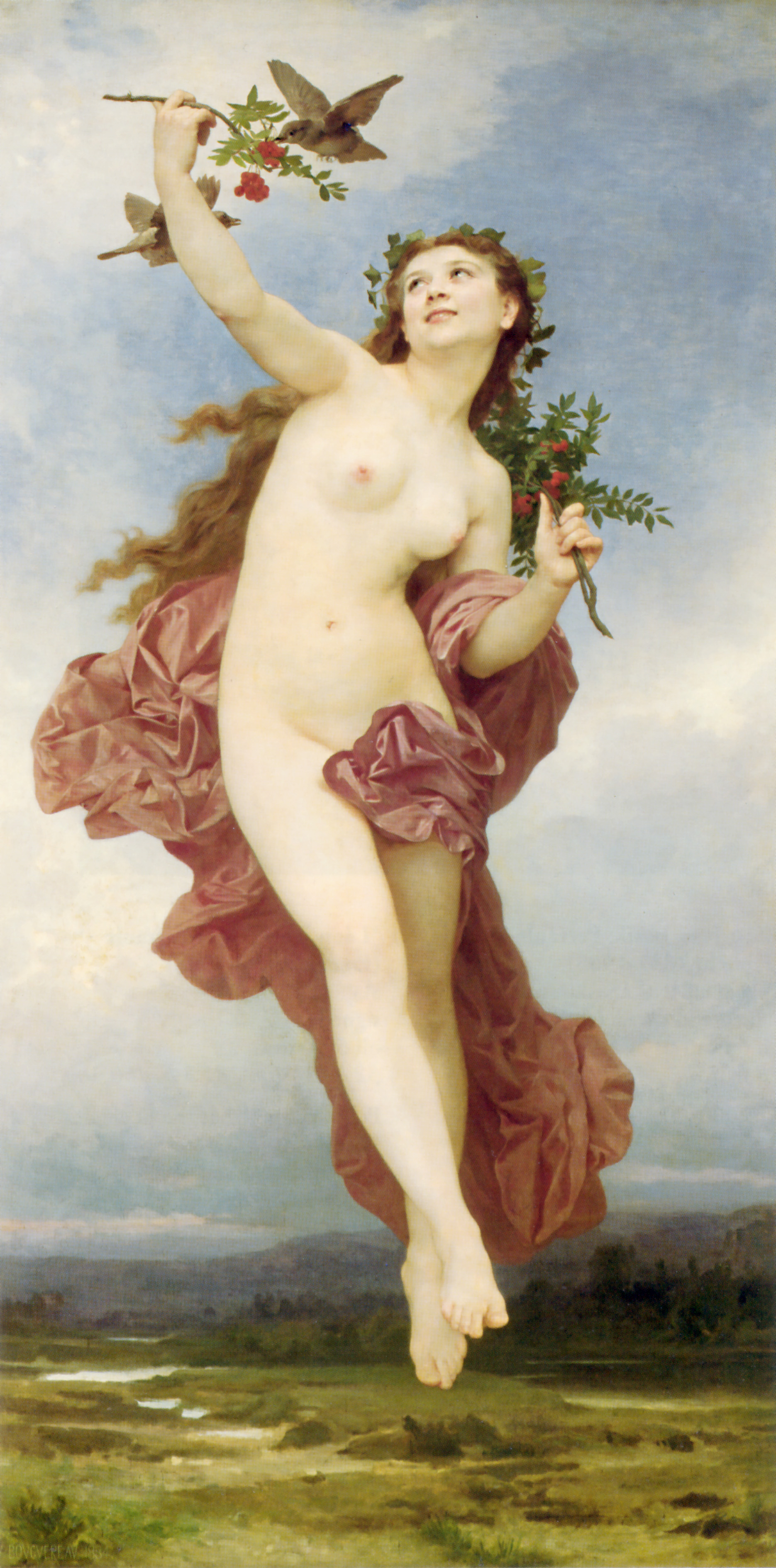
Allegorische Darstellung der Hemera von William-Adolphe Bouguereau (1884).

Hemera (altgriechisch Ἡμέρα Hēméra) ist in der griechischen Mythologie die Göttin und die Personifikation des Tages.

## Mythos
Hemera ist nach Hesiod die Tochter des Erebos und der Nyx. Sie steigt jeden Morgen aus der Unterwelt, dem Hades, herauf, wo sie ein Gemach hat, das dann von Nyx, die die Oberwelt auf der anderen Seite verlässt, bezogen wird.
Nach Hyginus Mythographus stammt sie allerdings zusammen mit der Nyx vom Chaos ab und gebiert dem Aither die Kinder Gaia, Uranos und Thalassa. Cicero nennt als Kind nur den Uranos, wobei Aither und Eros Brüder der Hemera sind.
Bakchylides schließlich nennt Hemera ein Kind von Kronos und Nyx. Sie wird meistens im Licht mit einem Vogel dargestellt.
Hemera wird auch mit Eos, der Morgenröte, identifiziert.